# Cercle de réflexion
Ne doit pas être confondu avec Think tank.
Pour l’article homonyme, voir Cercle de réflexion (instrument).
 (janvier 2025).
- Si vous ne connaissez pas le sujet, laissez ce bandeau (vous pouvez alors contacter les auteurs).
- Si vous supprimez le contenu mis en cause (vous pouvez préalablement contacter les auteurs),

argumentez précisément cette suppression dans la page de discussion
(un manque de référence n'est pas un argument ; une recherche réelle de référence doit avoir été effectuée, être formellement documentée).
Un cercle de réflexion ou club de réflexion réunit autour d'une personne ou d'un mouvement politique, culturel ou social des personnes qui s'intéressent à la vie publique.
À la différence d'un laboratoire d'idées (think tank) qui réunit des professionnels autour d'une structure durable gardant une certaine distance d'avec les politiques, les clubs ou centres de réflexion sont formés sur une base volontaire et ont souvent un lien direct avec un mouvement politique, culturel ou social. 
À noter qu'il existe aussi des cercles de réflexion thématique ou catégorielle. Exemples, « la jeunesse » avec le Cercle national de réflexion sur la jeunesse, la Vie politique avec Le Défi démocratique, ou l'économie avec le Cercle des économistes.

## En Europe

### France
La France a une longue tradition de cercles de réflexion parfois brillants, mais éphémères.
À gauche, il y a notamment Cercle 21, Gauche et modernité, Désirs d'avenir, À gauche, en Europe. Au centre gauche, on trouve Terra nova, ou Démocratie vivante. À droite, il y a par exemple Génération France.fr et le Forum Carolus, créé à l'initiative de François Loos, ancien ministre délégué à l'industrie.
La France possède un tissu associatif particulièrement développé et parmi ces associations, on compte de nombreux cercles ou clubs de réflexion, tels que le(s) Cercle Condorcet, la Fondation Concorde, Euroreflex ou la Fondation Prometheus. 
Les cercles de réflexion sont aussi de nouvelles formes de réseau pour étudiants de grandes écoles, pour approcher les cercles de pouvoir.